# تيرانس كاوثين
تيرانس كاوثين (بالإنجليزية: Terrance Cauthen)‏ (مواليد 14 مايو 1976) هو ملاكم أمريكي، مثّل بلاده في الألعاب الأولمبية الصيفية 1996.

## روابط خارجية
تيرانس كاوثين على موقع بوكس ريك (الإنجليزية) (registration required)
- تيرانس كاوثين على موقع أوليمبيديا (الإنجليزية)